# Джоана Хейс
Джоана Хейс (на английски: Joanna Hayes; родена на 23 декември 1976 г. в Уилямспорт, Пенсилвания) е бивша американска бягаща с препятствия и олимпийска златна медалистка.
Тя посещава гимназия и колеж в сегашния си дом в Лос Анджелис. Кариерата ѝ започва през 1994 г. със 7-о място на 100 метра с препятствия на Националното първенство за юноши. През 1995 г. тя печели злато на първенството за юноши на 100 метра с препятствия и 5-о място на 400 метра с препятствия и отново печели злато на Панамериканското първенство за юноши. В годините от 1997 до 2001 г. тя печели няколко бягания на 100 и 400 метра с препятствия, но не успява да покаже постоянно първокласно представяне, защото заема твърде много 4-ти, 5-и и 6-и места.
Това се променя едва когато тя започва да тренира в спортния център „Джаки Джойнър-Кърси“ през 2002 г. Година по-късно тя се класира на 2-ро място на Американския шампионат и печели злато на Панамериканските игри в Санто Доминго. През 2004 г. тя става втора на националния шампионат на закрито на 60 метра с препятствия и печели златния медал на 100 метра с препятствия на Олимпийските игри в Атина през 2004 г. пред Олена Красовска (Украйна) и Мелиса Морисън (САЩ). На Световното първенство в Хелзинки през 2005 г. се спъва на последното препятствие във финала на 100 метра с препятствия и остава осма.
Джоана Хейс е висока 1,68 м и има състезателно тегло 58 кг.

## Участия в Златната лига
- 2004: 1 ISTAF — 12,46
- 2005: 1 Meeting Gaz de France — 12,60
- 2005: 3 Weltklasse Zürich — 12,79
- 2008: 2 Meeting Gaz de France — 12,76